# Regimentul 36 Infanterie (1916-1918)
Regimentul 36 Infanterie a fost o unitate de nivel tactic care s-a constituit la 14/27 august 1916, prin mobilizarea unităților și subunităților existente la pace aparținând de Regimentul Vasile Lupu No. 36. Regimentul a făcut parte din organica Brigăzii 18 Infanterie, fiind dislocat la pace în garnizoana Turtucaia. La intrarea în război, Regimentul 36 Infanterie a fost comandat de locotenent-colonelul Solomon Nicolicescu. Regimentul 36 Infanterie a participat la acțiunile militare pe frontul românesc, pe toată perioada războiului, între 14/27 august 1916 - 28 ocotmbrie/11 noiembrie 1918.
Drapelul de luptă al regimentului a fost decorat cu cea mai înaltă distincție de război, Ordinul „Mihai Viteazul”, clasa III:
Pentru vitejia și avântul cu care au luptat ofițerii, subofițerii și soldații regimentului, în crâncenele lupte, la care au luat parte în 1916 și 1917. În ziua de 21 august 1916, acest eroic regiment, a respins 8 atacuri furioase ce inamicul a dat asupra pozițiunii ieșindului de la Starosel Est (Turtucaia) iar în noaptea de 13-14 octombrie a luat parte cu energie la un contra atac viguros ce s-a dat de grupul „Nămăești” pe Dealurile Măgura și Bughea (Câmpulung) contribuind de aproape la obținerea succesului. De asemenea în aprigele lupte de la sud de Mărășești, din ziua 27 iulie, precum și în acelea de la Zăbrăucior Buduiu-Calciu, din 16-22 august 1917, luptătorii acestui regiment s-au distins în mod deosebit prin marea parte de jertfă, de care au dat dovadă.
Înalt Decret no. 3643 din 12 decembrie 1918

## Decorații
- Ordinul „Mihai Viteazul”, clasa III[3]